# Alfred Winroth
Alfred Ossian Winroth, född 14 mars 1852 i Stockholm, död där 23 november 1914, var en svensk jurist. Han var son till departementschefen i Generalpoststyrelsen Pontus Fredrik Teodor Winroth (1810–99) och bror till Ernst August och Hugo Winroth.
Winroth blev 1871 student, 1877 juris kandidat och 1879 docent i svensk allmän lagfarenhet med mera, allt i Uppsala. År 1880 utnämndes han till extra ordinarie professor i romersk rätt och rättshistoria vid Lunds universitet, blev där professor i civilrätt 1892, men återgick 1899 till Uppsala universitet som extra ordinarie professor i sistnämnda ämne och erhöll där först 1905 ordinarie professur. År 1907 överflyttade han till den nyupprättade stats- och rättsvetenskapliga avdelningen vid Stockholms högskola, där han verkade som professor i civilrätt till sin död. Vid jubelfesten i Uppsala 1893 blev han juris hedersdoktor. I domstolspraxis tjänstgjorde han ganska mycket 1880–87, utnämndes till vice häradshövding 1880, var tidvis adjungerad i var och en av Sveriges hovrätter samt innehade även revisionssekreterarförordnande.
Winroth var en mycket framstående undervisare och utövade stort inflytande på de juridiska studierna vid alla de tre lärosäten, där han verkade. Hans rättsvetenskapliga författarskap är också högst betydande. Han sade själv, med obestridlig rätt, att han "skrifvit mer än någon annan lefvande eller död svensk jurist". Det var huvudsakligen svensk rättshistoria och civilrätt, som han bearbetade, och han visade, såsom knappast någon tidigare svensk rättsforskare, en förmåga att tillgodogöra sig arkivmaterial och framför allt domstolspraxis, sådan denna kommit till uttryck i våra prejudikatsamlingar. Det är, enligt honom, där som man finner den verkliga gällande svenska rätten. Han såg som sin främsta uppgift att noggrant återge denna rätt och påvisa dess historiska tillblivelse och således inte i något längre drivet systematiserande därav eller i utvinnande av stora ledande grundtankar, än mindre i angivande av riktlinjer för rättens framtida utveckling. Han gav dock emellanåt utrymme åt kritiska anmärkningar, ofta ganska skarpa, i sina arbeten.
Av Winroths arbeten kan särskilt nämnas Om tjenstehjonsförhållandet enligt svensk rätt I (akademisk avhandling 1878), Om arfvingarnes ansvarighet för arflåtarens förbindelser (akademisk avhandling 1879), Ur mina föreläsningar: I. Äktenskapshindren (1890), II. Äktenskaps ingående (1892), det brett anlagda, ofullbordade verket Svensk civilrätt (I–V, 1898–1910), Handbok i svensk civilrätt (likaledes ofullbordad, I 1904, II 1911), samt mindre uppsatser, varibland många artiklar i Nordisk familjebok. Postumt utgavs Köp av lös egendom (1917).
Det objektivt refererande, ofta mycket tungrodda skrivsätt, som kännetecknade Winroths rent juridiska författarskap, utbytte han mot en lättflytande, sarkastiskt spetsig stil i sina skrifter av politisk-reformatorisk eller personligt polemisk art, bland annat förorden till flera delar av verket "Svensk civilrätt" samt Strödda uppsatser VI–VIII (1912–13). Han framträder här som pessimistisk, ingalunda alltid objektiv samhällskritiker.
Winroth är känd för att aktivt ha motarbetat Elsa Eschelsson då juridiska fakulteten i Uppsala 1898 försökte utverka förordnande för henne att uppehålla en professur, då han inte kunde godta en kvinna på en sådan post. Detta trots att Eschelsson hade stöd av bland andra Ernst Trygger och Johan Hagströmer.